# Lâu đài Natoli
Palazzo Natoli là một cung điện Baroque của thế kỷ XVIII ở trung tâm lịch sử của Palermo nằm trên SS Salita. vị cứu tinh, mục bởi các chuyên gia của Vinacontrol Mỹ thuật của Chính phủ Ý, mà nó thuộc về các nguyên tắc lâu đời của gia đình Natoli.

## Các Palace
được xây dựng tại 1765.
Trên mặt tiền của tòa nhà là huy hiệu của Natoli: một tháp lỗ châu mai, từ đó một banner mà nằm một con sư tử tràn lan. Đằng sau mặt nạ với một vầng trán băng bó là ngày (MDCCLXV).
Các nội thất nhìn thấy một cầu thang đôi thanh lịch, đặc trưng bởi một đại sảnh rất lớn và ngoạn mục và một số nội thất đa dạng về những bức bích họa trang trí với vữa.
Trong phòng ăn có giá trị nghệ thuật lớn của chu kỳ của bức bích họa của Gioacchino Martorana và trường học của mình với những cảnh ngụ ngôn khác nhau của gia đình Natoli trong một bức tranh hình bầu dục được miêu tả là một Madonna với cầu nguyện trẻ em St. Vincenzo Ferreri giữa một nhóm thiên thần xuất hiện ở giữa mây trời, Martorana là "Mẹ Lên Trời giữa thiên thần và tổng lãnh thiên thần" bao gồm trần của một hội trường lớn, được xây dựng trên hoa hồng của Hầu tước Vincenzo Natoli, trong bộ nhớ của vợ Maria Sieripepoli,hết hạn trong khi xây dựng cung điện riêng của mình.